# Expresso (periodico)
Expresso (IPA: [(ɐi̯)ˈʃpɾɛsu]) è un settimanale portoghese, pubblicazione di punta del gruppo Impresa.

## Storia e profilo

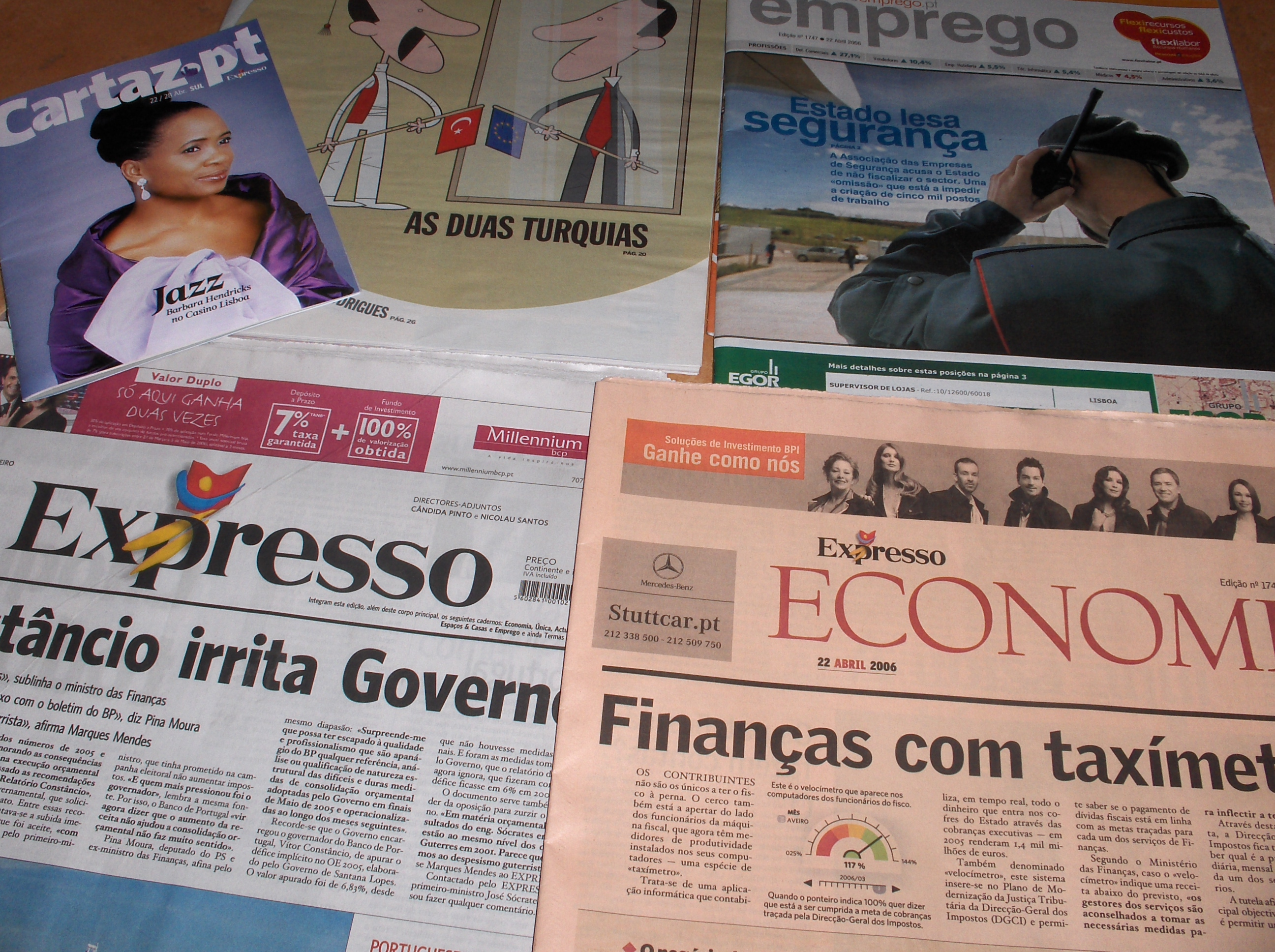
Expresso (Aprile 2006), in basso a sinistra

Expresso inizia le pubblicazioni il 6 gennaio 1973. Il fondatore è Francisco Pinto Balsemão. Il giornale ha base a Lisbona ed è pubblicato settimanalmente. È parte della società portoghese Impresa, che controlla vari altri magazine, tra cui Caras e Visão.
Expresso è pubblicato in formato broadsheet fino al settembre 2006, quando passa al formato Berliner. È il primo giornale portoghese ad adottare tale formato.
Giornale settimanale, incorpora vari supplementi di attualità, affari, sport, politica internazionale, intrattenimento, e società. È ben noto per la sua indipendenza editoriale e il suo approfondito reporting politico, il che ne fa un giornale di riferimento nel paese.
Dal 1987 Expresso e la compagnia Unisys consegnano il Prémio Pessoa, uno dei premi più prestigiosi del paese, intitolato al poeta Fernando Pessoa.

## Circolazione
La circolazione di Expresso era di 138,000 copie tra gennaio e settembre 2000. Nel 2003 (gennaio-marzo) vendeva 142,000 copies, il che ne faceva il giornale più venduto del Portogallo.
Le cifre successive parlano di 118,000 copie nel 2007,  117,507 nel 2008, 108,923 copie nel 2011,  93,707 copie tra settembre e ottobre 2013. Cala a 71,465 copies tra gennaio e agosto 2015.